# Eupithecia trapezoida
Eupithecia trapezoida là một loài bướm đêm trong họ Geometridae.